# Choc alimentaire

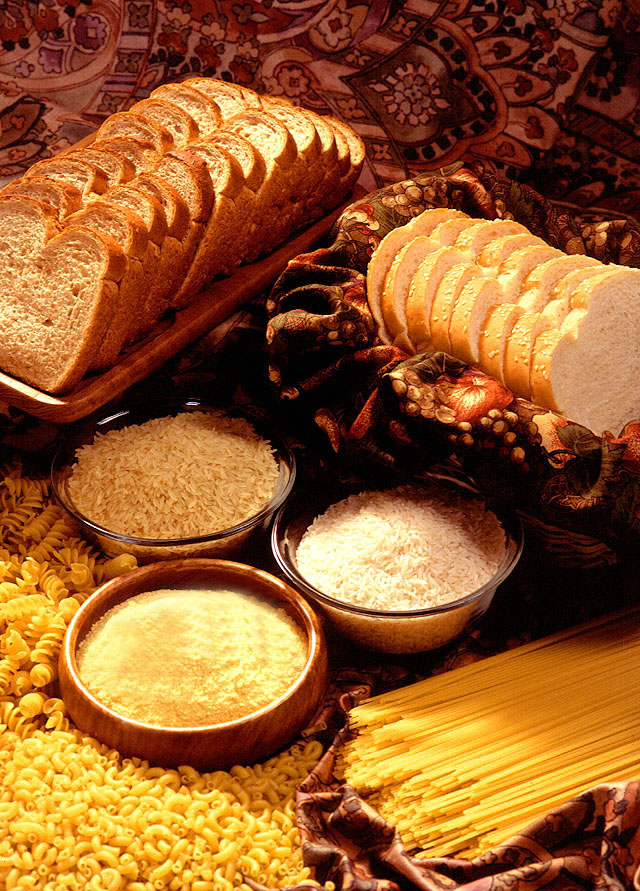
Quelques céréales alimentaires

Le terme choc alimentaire désigne l'ensemble des conséquences provoquées par une brusque hausse du prix des aliments. Il est utilisé en référence au choc pétrolier de 1973. 
Le Programme alimentaire mondial (PAM) des Nations unies a prévenu que la montée des cours mondiaux des denrées alimentaires réduira sa capacité à ravitailler les personnes affamées et mal nourries.

## Crise alimentaire de 2007-2008
On constate en 2008 de nombreuses manifestations dans le monde en réponse à l'augmentation du prix des aliments. L'Afrique, Haïti et l'Égypte sont touchés par des émeutes, représentant un préambule potentiel à une crise humanitaire mondiale.
L'utilisation du maïs pour la production de l'éthanol (20 % de la production de maïs aux États-Unis) a fait monter en flèche le prix des céréales. 
Données en date du 9 avril 2008 :
Le prix du maïs a augmenté de 65 % en 1 an, à 230 USD la tonne.
Le prix du riz a augmenté de 75 %, celui du soja de 72 % et celui du blé a augmenté de 130 %.
Le prix du pétrole a atteint un sommet historique à 112 USD le baril.
Pour chaque augmentation de 1 % du prix des denrées de base, 16 millions de personnes supplémentaires sont plongées dans l'insécurité alimentaire, selon l'ONU.